# Michael Meschke

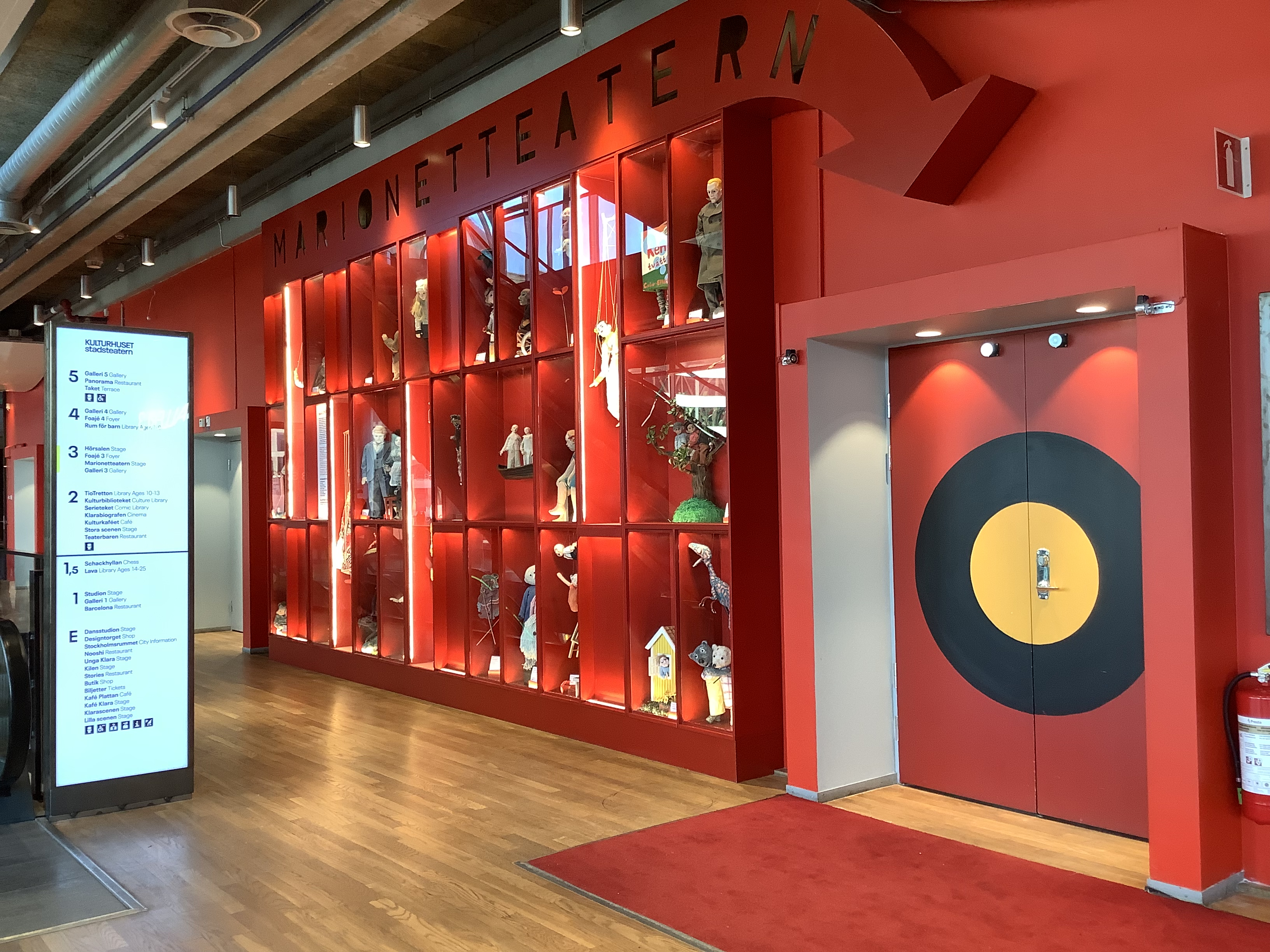
Ingången till Marionetteatern i Kulturhuset i Stockholm.

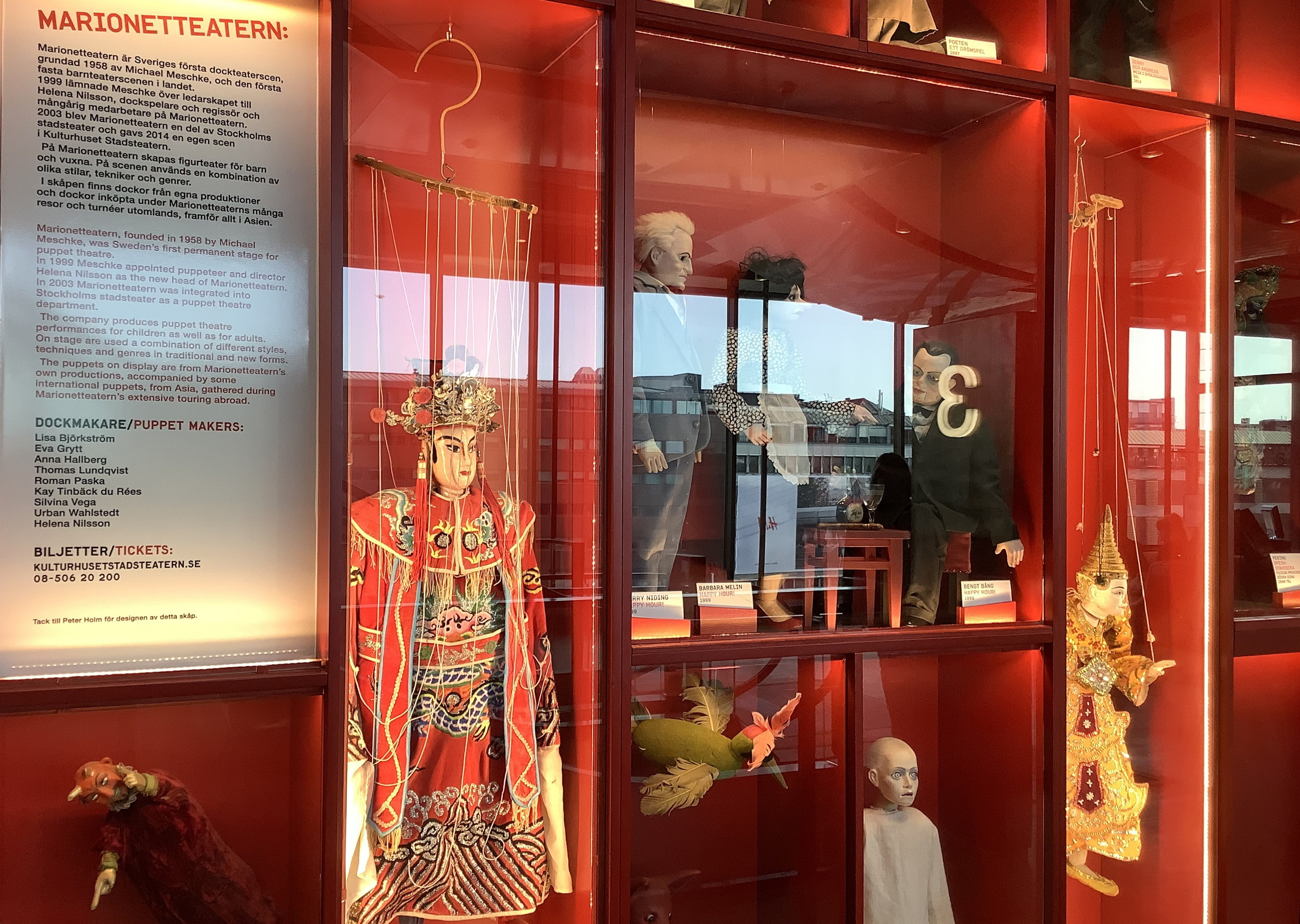
Vitrinskåp intill Marionetteatern.

Michael Kurt Johannes Alf Meschke, född 14 juli 1931 i Danzig (nuvarande Gdansk), är en svensk marionettist, regissör, dramatiker och teater- och museichef. Som grundare av bland annat Marionetteatern och Marionettmuseet har han blivit en engagerad internationell auktoritet och nydanare inom marionetteaterkonsten.

## Bakgrund och utveckling

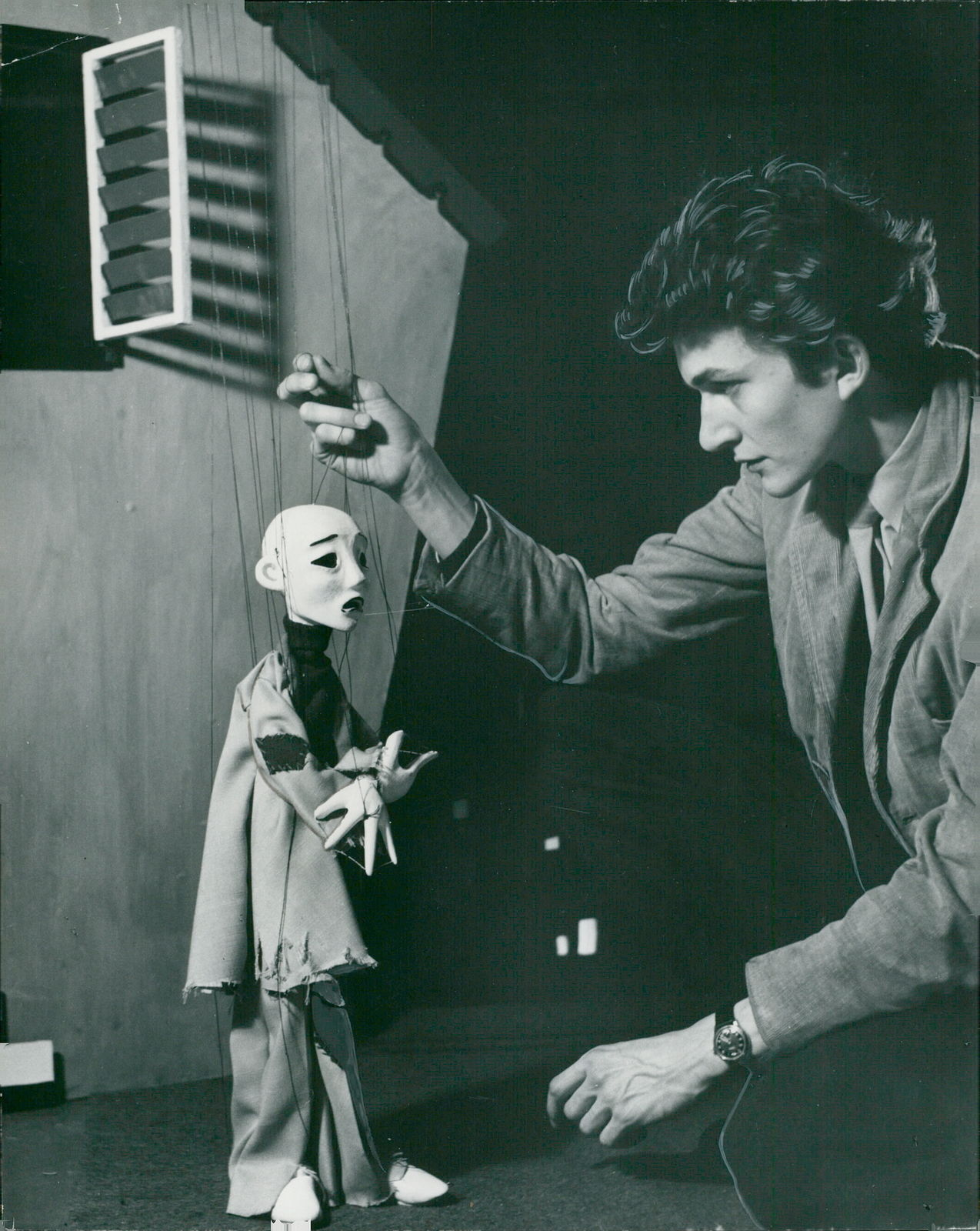
Michael Meschke, 1953.

Meschke kom 1939 till Sverige med sin familj från det nazistiska Tyskland. Fadern var präst och modern kantor och i Sverige anställdes de som lärare på den kreativt nytänkande Viggbyholmsskolan, där barnen också gick i skola. Där väcktes och uppmuntrades hans tankar på att ägna sig åt marionetteater; han skapade egna dockor och gjorde 1949 sin första riktiga föreställning för eleverna, en medeltida fars om figuren Mäster Pathelin. Vid Djurgårdsmässan 1950 uppförde han offentligt pjäsen Coppelia den välvilliga, som skrivits av skolans rektor Sten Sternberg med musik av Hans Leygraf. Efter andra världskrigets slut reste han ut i Europa och till Paris för att studera dockteatertraditionen – som i Sverige var mycket begränsad – och pantomim. Om sina utforskanden skrev han ett antal resekrönikor i Aftonbladet.
Han studerade vid Harro Siegels dockteaterakademi i Braunschweig i Västtyskland och vid Étienne Decroux mim-skola i Paris samt operakonst hos Oscar Fritz Schuh i Salzburg och teater hos Jean Vilar i Avignon under första hälften av 1950-talet. Samtidigt startade han i Stockholm sin egen privata Michael Meschkes Dockteater, också kallad Stockholms Marionetteater, med ett antal egna produktioner för bland annat skolor runt om i landet i samverkan med Riksteatern med start 1952. Hösten 1954 reste han bland annat med uppsättningen av Igor Stravinskijs Historien om en soldat för första gången på utlandsturné i Tyskland, och det skulle genom åren komma att bli många utlandsturnéer, internationella festivaler och samarbeten världen över. 1957 visades för första gången en av hans produktioner, Claude Debussys Leksakslådan, i Sveriges Television. För att inbringa extra inkomster gjorde han även reklamfilmer med dockteatern.

## Marionetteatern, Marionettmuseet och internationellt

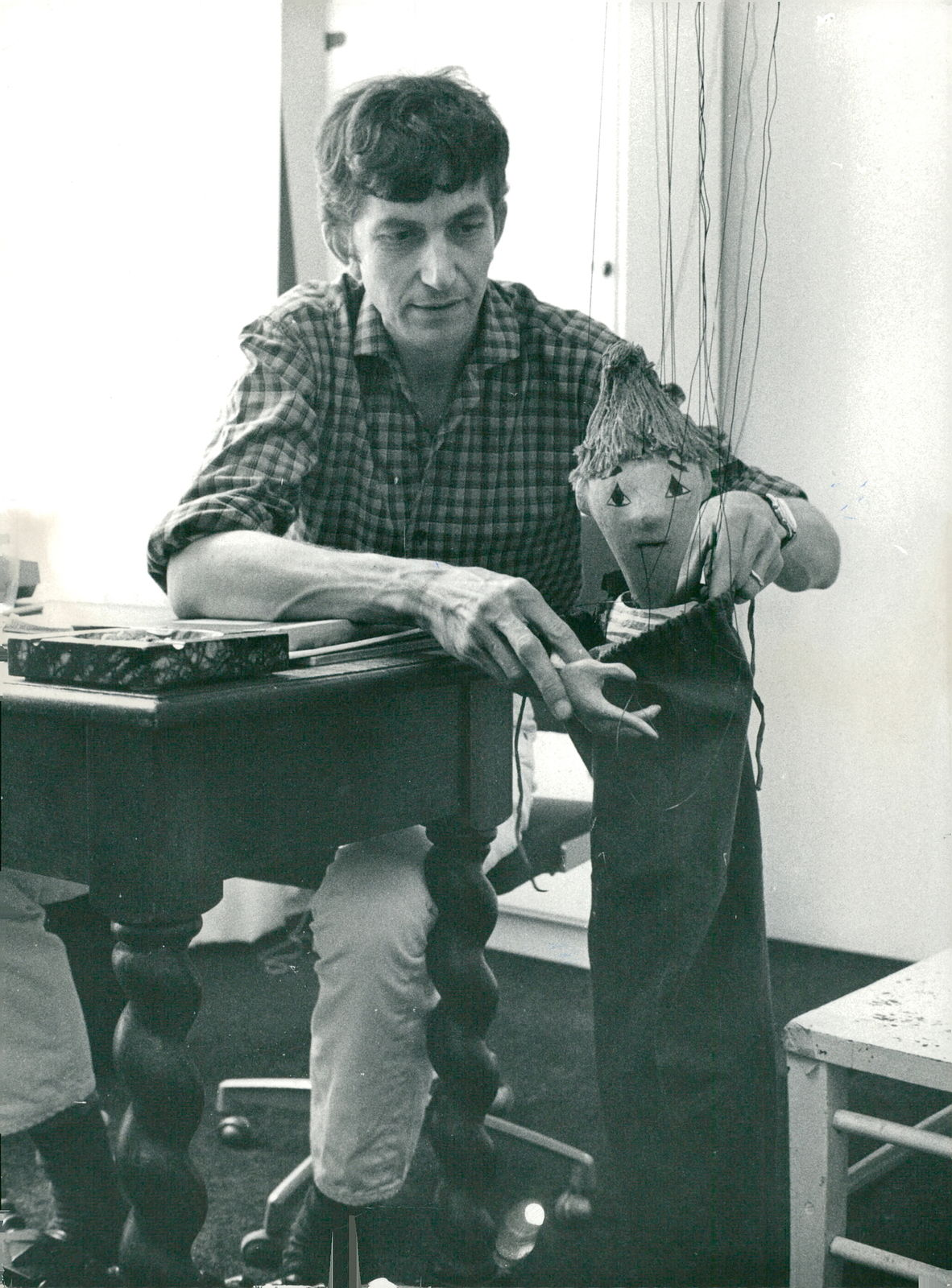
Michael Meschke, 1968.

I september 1958 fick han efter många års kamp möjlighet till kommunalt ekonomiskt verksamhetsstöd i samverkan med Stockholms stadsteater. I och med det kunde han börja anställa och utbilda en hel ensemble av medarbetare och inviga Sveriges första fasta scen för dockteater och barnteater, Marionetteatern vid Sankt Eriksplan i Stockholm, vars verksamhetsledare, regissör, dramatiker, dockdesigner och lärare han sedan kom att vara fram till 1999, då han överlät chefskapet till Helena Alvarez- Nilsson och teatern sedan 2003 blivit en egen del av Stockholms Stadsteaters verksamhet. På teatern, samt film och TV och gästsamarbeten som till exempel med Peter Oskarson vid Folkteatern i Gävleborg, har han samarbetat med ett stort antal av landets främsta kulturpersonligheter. Han har gästregisserat på ett flertal teatrar internationellt.
1973 grundade han även Marionettmuseet, vars chef han var fram till 2011, då museet överfördes och samlingarna donerades till statlig förvaltning i det nya Musik- och teatermuseet i Stockholm, del av Statens musikverk. 1976 bildade han också Dockteaterinstitutet för mer formell utbildning inom konstarten. Fram till 2002 har han också verkat som professor och ansvarig för Dramatiska Institutets mask- och dockteaterutbildning. Han har dessutom grundat skola i Åbo i Finland och undervisat vid École supérieure nationale des arts de la marionette i Charleville-Mézières i Frankrike.
Meschke räknas som en internationell auktoritet inom området och en egensinnig nyskapare, som tidigt tog avstamp från den klassiska marionettraditionen och utvecklade sin egen väg med annorlunda dockor (bland annat i samarbete med dockmakaren Arne Högsander) och en blandad repertoar av nyskrivet, klassiska teater- och musikdramatiska verk, moderna teaterpjäser, produktioner för barn respektive för renodlad vuxenpublik. Som operalibrettist var han medförfattare av librettot till György Ligetis säregna opera Den stora makabern. Han var också engagerad i den internationella dockteaterorganisationen UNIMA, som ledamot av dess exekutivkommitté under 22 år, som ordförande för Tredjevärlden-kommissionen, ock som vicepresident. Han var även medgrundare och ordförande i UNIMA-Sverige.
Han har skrivit ett antal böcker och skrifter, däribland memoarverket Marionettisten 2002, och medverkat i många publikationer utanför Sverige.  Meschke verkar numera aktivt för kulturutbytet mellan främst Europa och Asien; i Thailand bland annat vid Thammasat University i Bangkok. Han undervisar återkommande i Bangkok och ägnar sig särskilt åt hotade dockteatertraditioner i Asien. Inom ramen för sin stiftelse SIMA (Solidarité internationale des marionettistes) och i samverkan med bland annat Sida arbetar Meschke för uppmuntran och vidareutveckling av Myanmars specifika form av marionetteater och Thailands klassiska Nang Yai-tradition.
Han fick professors namn 1993.

## Utmärkelser
- H. M. Konungens medalj av 8:e storleken (2017) för förtjänstfulla insatser som teaterchef
- Längmanska kulturfondens kulturpris 2014.  Läst 4 april 2021.
- Priser av Svenska Akademien, S:t Eriksmedaljen.

## Teater

### Regi (urval)
- Strawinsky/Ramuz: L´Histoire du soldat, 1954, 1959
- R. Lindström: Himlaspelet, 1958
- E.T.A. Hoffmann: Hoffmanns Erzählungen, 1959
- S. Lagerlöf: Två dockspel, 1960
- Th. Gautier: Marchand d´habits, 1960
- M. Meschke: Bagateller-pantomimer, 1961
- B. Zetterlind: Rymdpionjären, 1961
- H. Von Kleist: Prinz vom Homburg, 1962
- F. Baum: The Wizard of Oz, 1963
- B. Brecht: Der Gute Mensch von Sezuan, 1963
- A. Jarry: Ubu Roi, 1964
- B. Brecht: Die dreigroschen Oper, 1967
- J. Giraudoux: Ondine, 1968
- A. Strindberg: Ett Drömspel (Il Sogno), 1969/70
- A. Milne: Winnie the Poh, 1969
- Dante Alighieri: Divina Commedia, 1970
- G. Büchner: Dantons Tod, 1971
- A. St. Exupéry: Le Petit Prince, 1973
- P. Neruda: Murieta, 1973
- B. Vian: Le gouter des généraux, 1974
- Sophocles: Antigoni, 1977
- Homeros/Kjellin: Odysseus, 1978
- G. Ligeti/M Meschke: Den stora makabern (Le grand macabre) Kgl Operan, 1978
- Aiskylos/Euripides/Sophocles: Oidipussagan, 1980
- Ramayana, 1984
- W. Egk: Irische Legende, 1986
- M. D. Cervantes: Don Quijote, 1988
- E. Galeano/P.Claudel/M. Meschke: Christopher Columbus, 1991/92
- M. Meschke: Barnen från Sarajevo, 1994
- W. Schede/legenden: Faust, 1997
- Mixed authors: The Apocalypse Trial/Apokalypsen, 1998

### Skådespelare
- 1965-1988: Ubu i Kung Ubu
- Från 1974 Flygaren i Lille prinsen (på turnéer)
- 1997 Kent i Kung Lear, regi: Peter Oskarson

## Filmografi (urval)

### Egna filmer
- 1969 – Nunnornas krig, kortfilm
- 1969 – Prag '69, kortfilm
- 1969 – Ellika Lindén, kortfilm
- 1971 – Dantons död, (Riksdagshuset), dokumentär
- 1975 – Skärseld (efter Dantes Divina Commedia), spelfilm, regi i samarbete med Silvano Agosti
- 1977 – Porträtt av Ulla Sjöblom, kortfilm
- 2005 – Nang Yai - en hotad thailändsk tradition, dokumentär

### TV-sända produktioner (SVT)
- 1957 – Leksakslådan (musiksaga med musik av Claude Debussy)
- 1964 – Den goda människan i Sezuan (av Bertolt Brecht)
- 1965 – Den flygande trumman (av Lennart Hellsing)
- 1972 – Kung Ubu (av Alfred Jarry)
- 1975 – Hoffmanns äventyr (efter ETA Hoffmann)

### TV-serier (SVT)
- 1961 – Benjamins verkstad
- 1961 – Billy Boy
- 1962 – Benjamin spelar upp
- 1962 – Familjen Summarum
- 1963 – Pratstund med Benjamin

### Böcker
- Dockteaterlådan - en handledning om docktillverkning, 1975
- En estetik för dockteater! i samarbete med Margareta Sörenson, 1989 (även på spanska 1988, och engelska 1992)
- Grenzüberschreitungen (Gränsöverskridanden), 1996
- Marionettisten, memoarer, 2002
- Le théâtre au bout des doigts (Fingertoppsteater), (på franska respektive grekiska), 2004
- Michael Meschke, texter om dockteater 1949-2004, 2006, urval av Elisabeth Beijer Meschke
- "Tre grekiska myter" (på grekiska), 2007
- En teater – en tid, vittnesmål om Marionetteatern och Marionettmuseet, 2009
- Visages, en fotobok av Michael Amandus Kersten, 2009

### Övriga publikationer (urval)
- Rapport d'un voyage en Asie (Reserapport från Asien), 1982
- L'impuissance enragée (Rasande vanmakt),1990
- Theatre Space - A Space for Love (Teaterrummet - rum för kärlek), 1991
- A chaque art sa place (Åt var konst dess plats), 1992
- Ethics and the Artist (Konstnärens etik), 1996
- Time in Theatre - Magic Time (Tid på teatern - magisk tid), 1996
- Internationalism and Puppet Theatre, 2000
- Quitter le Ghetto de la marionnette (Bort från dockteatergettot), 2000
- Comment renouveler les traditions sans les détruire (Hur förnya traditioner utan att förstöra dem), 2002
- Arts and Education (Konst och utbildning), 2002
- Mettre en commun les experiences (Att dela erfarenheter), 2002
- Le Musée de la marionnette à Stockholm (Marionettmuseet i Stockholm), 2006
- Nang Yai, en thailändsk scenkonstform, 2005
- Burmas marionetteater, en hotad tradition, 2006-2007
- Liten manual för fackmannamässig hantering av dockteatersamlingar, 2007
- Liten handledning i att missa kvalitet på dockteatern, 2008
- La manipulation (Speltekniker), 2008